# 高鸿
高鸿（1918年6月26日—2013年6月14日），男，陕西泾阳人，中国分析化学家，南京大学与西北大学教授、终身教授，中国科学院院士。

## 生平
1943年毕业于国立中央大学化学系。1947年获美国伊利诺大学博士学位。1980年当选为中国科学院学部委员（院士）。
2013年6月14日，因病醫治無效於南京市逝世，享年95歲。